# Ephemeroporus acanthodes
Ephemeroporus acanthodes är en kräftdjursart som beskrevs av Frey 1982. Ephemeroporus acanthodes ingår i släktet Ephemeroporus och familjen Chydoridae. Inga underarter finns listade i Catalogue of Life.